# Liste der Monuments historiques in Saint-Avé
Die Liste der Monuments historiques in Saint-Avé führt die Monuments historiques in der französischen Gemeinde Saint-Avé auf.

## Liste der Bauwerke
| Bezeichnung                             | Beschreibung | Standort                           | Kennzeichnung | Schutzstatus | Datum     | Bild |
| --------------------------------------- | ------------ | ---------------------------------- | ------------- | ------------ | --------- | ---- |
| Camp protohistorique de Kastel-Ker-Nevé |              | Lann-en-Hostel Parc d’Orlin (Lage) | PA00091659    | Classé       | 1973      |      |
| Kapelle Saint-Avé-d’en-Bas              |              | Place Notre-Dame-du-Loc (Lage)     | PA00091661    | Classé       | 1922 1932 |      |
| Kapelle Saint-Michel                    |              | (Lage)                             | PA00091662    | Inscrit      | 1929      |      |
| Schloss Rulliac                         |              | (Lage)                             | PA00091663    | Inscrit      | 1925      |      |
| Friedhofskreuz                          |              | Place de l’Église (Lage)           | PA00091664    | Inscrit      | 1929      |      |
| Herrenhaus Coedigo-Malenfant            |              | Rue de Coëtdigo (Lage)             | PA00091813    | Inscrit      | 1990      |      |

## Liste der Objekte
- Monuments historiques (Objekte) in Saint-Avé in der Base Palissy des französischen Kultusministeriums